# Papirnica, Škofja Loka
Papirnica este o localitate din comuna Škofja Loka, Slovenia, cu o populație de 63 de locuitori.